# Abdou Diouf
Pour les articles homonymes, voir Diouf.
Abdou Diouf (), né le 7 septembre 1935 à Louga, est un homme d'État sénégalais, président de la République de 1981 à 2000, après avoir été Premier ministre de 1970 à 1980.
Premier ministre puis successeur de Léopold Sédar Senghor à la présidence de la République de 1981 à 2000, ses différents mandats furent placés sous le signe de l'approfondissement de la démocratie, la libéralisation progressive de l'économie et la décentralisation de l'administration.
Il a également contribué à faire entendre la voix du Sénégal dans le monde, grâce à une diplomatie efficace et des participations remarquées aux grandes rencontres internationales. Il aura, en outre, beaucoup œuvré pour une plus grande unité entre les États africains, par le biais d'une coopération plus vive.
Il devient par la suite secrétaire général de la Francophonie, chapeautant ainsi l'ensemble des institutions et opérateurs des pays ayant le français en partage (l'Organisation internationale de la Francophonie, TV5Monde, l'Assemblée parlementaire de la Francophonie, l'Agence universitaire de la Francophonie et l'université Senghor d'Alexandrie), et ce, de 2003 à 2015. Après des réformes internes importantes, il leur donnera une meilleure visibilité et une reconnaissance internationale, grâce à une action politico-diplomatique affirmée et une mise en avant des réseaux associatifs francophones.

## Parcours scolaire
Originaire de Louga et Sérère, Abdou Diouf fils de postier, est très tôt envoyé chez sa grand-mère à Saint-Louis. Il y restera jusqu'au baccalauréat.
Vers l'âge de cinq ans, Abdou Diouf suit des cours d'instruction religieuse à l'école coranique. À sept ans, il commence sa scolarité par des études primaires à l'école Brière-de-l'Isle (actuelle école Émile Sarr) puis secondaires au lycée Faidherbe (actuel lycée Cheikh Omar Foutiyou Tall), à Saint-Louis. Au lycée, il suit la naissance du Bloc démocratique sénégalais, organisation politique fondée par Léopold Sédar Senghor, et pour laquelle sa tante milite.
En 1955, à l'issue de son baccalauréat de philosophie, il s'inscrit en licence de droit à l'Institut des hautes études à Dakar (actuelle université Cheikh-Anta-Diop), avec notamment Michel Alliot comme professeur. Durant ces années, il s'implique dans le monde associatif. Il est président de l'Amicale scolaire et universitaire de Louga, qui regroupe les lycéens et les étudiants en vacances à Louga. Il organise à travers cette association des cours de vacances pour les élèves de sa ville et des événements culturels. Il est également président de la CECAS, la Coordination des associations scolaires et universitaires du Sénégal. Lauréat de la faculté de droit en 1957, il obtient sa licence en 1958.
La même année, il réussit le concours de l'École nationale de la France d'outre-mer (ENFOM) de Paris. Envisageant une carrière dans les finances publiques, il effectue un stage au ministère des Finances. Durant ces deux années, il s’intéresse au syndicalisme et devient proche de l'Association des étudiants sénégalais et de la Fédération des étudiants d'Afrique noire en France. En 1960, dans un contexte de décolonisation, il fait partie de la dernière promotion de l'ENFOM, dont il sort major avec un mémoire intitulé L'islam et la société wolof.

## Carrière et fonctions
Le Sénégal accède à l'indépendance en 1960. Abdou Diouf démissionne de la fonction publique française et rentre à Dakar afin de se mettre à la disposition du nouvel État. Il commence sa carrière dans différents cabinets ministériels.
Il occupe très tôt de hautes fonctions administratives au Sénégal. Le 11 décembre 1961, il est nommé gouverneur de la région du Sine Saloum à l'âge de 26 ans, avant de devenir directeur de cabinet du président Léopold Sédar Senghor en 1963, puis secrétaire général de la présidence de la République en 1964.
En 1968, à la suite de la réélection de Léopold Sédar Senghor, Abdou Diouf est nommé ministre du Plan et de l'Industrie.
Il est chargé de piloter la réalisation du troisième plan mis en place par la République du Sénégal. Cela comprend l'industrie, l'agriculture, les infrastructures, l'éducation. C'est à cette époque que sont mises en place les négociations avec le Canada, comme partenaire, pour la création d'une École polytechnique à Thiès. Il s'investit également dans le développement économique de la Casamance.
En 1970, à la suite d'une révision constitutionnelle, la fonction de Premier ministre est créée et Abdou Diouf y est nommé à 35 ans, poste qu'il occupera pendant dix ans.

## Président de la République du Sénégal

### Politique
Le 1er janvier 1981, à la suite de la démission du président Léopold Sédar Senghor, Abdou Diouf devient le 2e président de la République du Sénégal.
En effet, la Constitution sénégalaise prévoyait que le Premier ministre termine le mandat présidentiel jusqu'à la prochaine élection en cas de vacance du pouvoir.
À peine installé dans ses nouvelles fonctions, Abdou Diouf poursuit la démocratisation déjà engagée par son illustre prédécesseur, en élargissant le multipartisme, jusque-là limité à quatre formations politiques, mettant ainsi fin au numerus clausus.
Dans la même lancée, il supprime les délits de presse avant de libéraliser progressivement le secteur des médias permettant la parution de nouveaux titres et la création de nouvelles stations radios.
En guise de symbole, il donnera à l'université de Dakar le nom du chercheur et spécialiste de l'Égypte antique, Cheikh Anta Diop. Auparavant, il avait permis à ce dernier de devenir professeur d'université, ce que le président Senghor n'avait pas voulu, du fait de l'engagement politique du savant.

### Économie

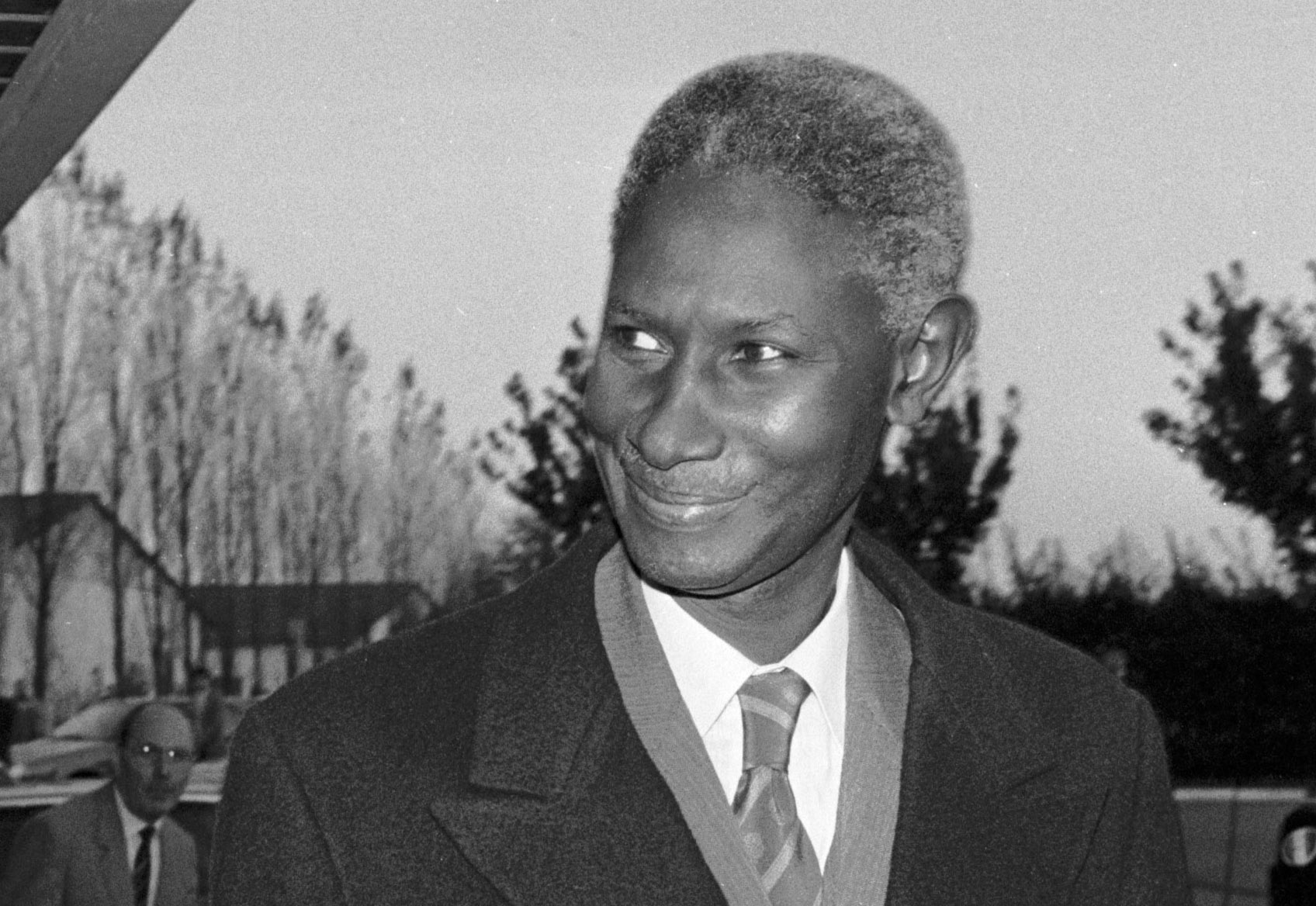
Abdou Diouf en 1988.

Abdou Diouf entame la construction d'un État moderne, doté d'un tissu économique et industriel fort.
Plusieurs entreprises sont ainsi créés pour faire face à la demande de biens et services telles que Sonatel - en séparant les activités de télécommunication et des postes au sein de l'Office des Postes et des Télécommunications - en 1985, la Société nationale de distribution (Sonadis), la Société nationale des commercialisation des oléagineux du Sénégal (Sonacos), les Industries chimiques du Sénégal (ICS), etc.
Il ouvre le Sénégal au tourisme avec la création de stations balnéaires comme celle de Saly Portudal en 1984, mais également en jetant les bases d'un tourisme d'affaires prospère, par la mise sur pied du Centre international du commerce extérieur du Sénégal (CICES) en 1986, où se tiennent tout au long de l'année des salons régionaux et des foires nationales.
Il y a eu également la construction de complexes hôteliers pour accroître la capacité d'hébergement du pays, avec notamment Le Méridien Président, devenu depuis le King Fahd Palace, qui sera doté d’un palais des congrès pouvant accueillir simultanément plusieurs rencontres internationales.
La dévaluation du franc CFA (monnaie commune des pays de l'Afrique de l'Ouest et centrale) intervenue en 1994, conduira Abdou Diouf à diligenter une politique d'ajustement structurel.
Cette dernière, qui selon ses mots « fut très difficile pour les populations », a permis d'assainir l'économie sénégalaise à la fin des années 1990.
Ainsi, le Sénégal affichait en l'an 2000, un taux de croissance de 6 %, tiré essentiellement de l'économie du tourisme avec près de 800 000 visiteurs par an, des télécommunications avec ce fleuron qu'est devenu le groupe Sonatel, et des ICS.
Depuis 2000 d'ailleurs, le pays continue sur cette dynamique, avec une croissance régulière entre 3 et 5 %, qui permet d'investir de façon significative, dans les infrastructures et l’économie sociale.

### Social
Grâce à la politique de décentralisation mise en œuvre par ses gouvernements successifs, les services publics se déploient sur toute l'étendue du territoire national. Des hôpitaux régionaux sont construits ou réhabilités dans les grandes villes, suppléés par des centres de santé ou des dispensaires dans les petites communes afin de soulager les populations.
Il en sera de même pour l'éducation nationale avec des lycées édifiés dans les grandes agglomérations en sus des écoles élémentaires et des collèges afin de favoriser l'instruction dans tout le pays.
Tous les services de l'administration centrale se rapprochent ainsi des populations, épaulées dans leurs missions de proximité par les collectivités locales, à qui Abdou Diouf octroie de plus en plus de compétences et de moyens (loi de décentralisation de 1996).
L'accès à l'eau potable et la transformation des produits agricoles seront également des domaines prioritaires.
Les foyers des grandes villes seront raccordés au réseau de distribution d'eau et des forages sont mis en place dans les zones rurales pour remplacer progressivement les puits.
De plus, les artisans agricoles sont invités à se regrouper en coopérative ou GIE, afin d'accompagner leur mécanisation, comme ce fut le cas avec l'octroi des moulins à céréales.
En somme, au cours de ses mandats, le président Abdou Diouf s'évertuera à doter son pays de services publics efficaces et proches de ses administrés.
Le Sénégal accroît ainsi son attractivité dans la sous-région et continue d'attirer des ressortissants de pays voisins venus étudier ou se faire soigner à Dakar.
En outre, les forces de sécurité (police, gendarmerie et armée) sont très souvent sollicitées dans les missions de maintien de la paix de l'ONU, l'Union africaine ou de la CEDEAO.
Dans les prisons, à la fin des années 1980, un programme de réhabilitation basé sur la méditation transcendantale fut appliqué dans 31 établissements pénitentiaires sur une période de deux ans. 11 000 détenus participèrent au programme. Parmi les 2 400 détenus libérés par une amnistie en juin 1988, le taux de récidive fut inférieur à 10 % dans les six mois après la libération des prisonniers (au lieu du taux moyen de récidive de 90 % dans le premier mois suivant l'élargissement). Si 80 %  des récidivistes n'avaient pas intégré le programme, le nombre de pratiquants de la méditation transcendantale parmi l'ensemble des amnistiés n'est pas connu, et la fermeture des établissements pénitentiaires qui en a résulté a été remise en cause ultérieurement, à cause du surpeuplement pénitentiaire existant au XXIe siècle.

### Diplomatie

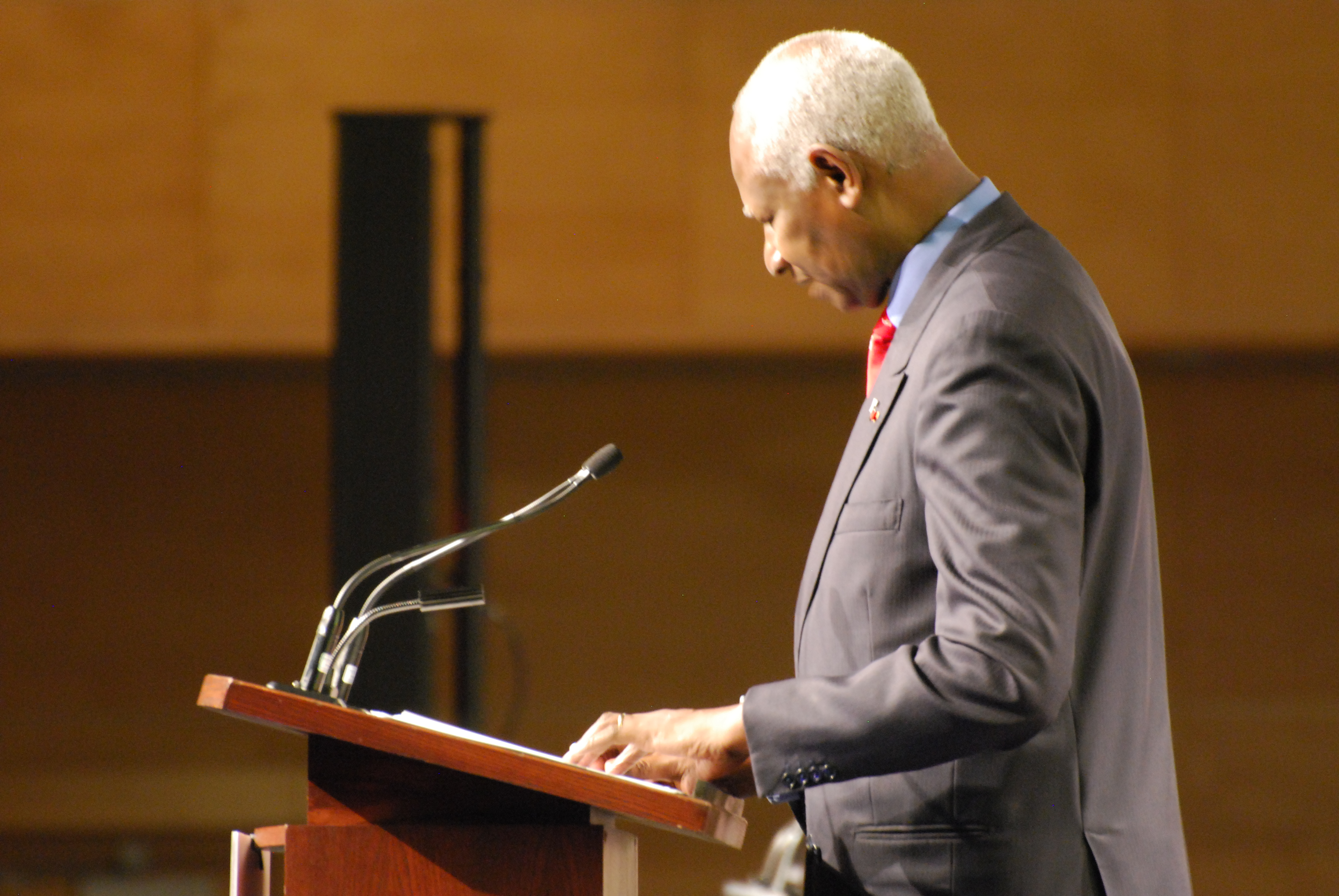
Abdou Diouf au Forum mondial de la langue française.

La diplomatie héritée du Président Senghor sera consolidée avec un Sénégal aux avant-postes des grandes questions internationales.
Symbole fort, le président Abdou Diouf sera l'un des tout premiers chefs d'État à accorder une ambassade à la Palestine afin de reconnaître à ce territoire sa qualité d'État aux yeux de l'opinion internationale.
Sur la question de l'apartheid aussi, il mena un combat farouche sur la scène internationale, en mobilisant son propre pays (élèves, étudiants, intellectuels, artistes), puis tout le continent en sa qualité de président en exercice de l'Organisation de l'unité africaine (OUA) (devenu Union africaine) au milieu des années 1980, avant de porter la lutte à l'ONU.
De plus, en juillet 1987, Abdou Diouf organise à Dakar, avec la Fondation Danielle-Mitterrand - France Libertés, la première rencontre internationale des Sud-Africains multiraciaux libéraux et des représentants de l'Congrès national africain (ANC).
Cette rencontre permettra, de l'aveu même de Nelson Mandela, d'instaurer un climat de confiance dans son pays, en mettant autour d'une table libéraux blancs et militants noirs. Elle servira également de détonateur qui va favoriser l'arrivée au pouvoir de Frederik de Klerk en 1989.
En outre, le 3e sommet de la Francophonie qu'il accueille la même année à Dakar, servira de tribune (une de plus) au président Abdou Diouf pour solliciter le concours des pays membres afin d'accroître la pression sur le gouvernement sud-africain et sur la communauté internationale.
La France portera (une nouvelle fois) le combat au Conseil de sécurité des Nations unies et le président François Mitterrand sera un soutien de taille. En effet, dès son accession à la tête de l'État français en 1981, il avait rompu avec ses prédécesseurs en adoptant une série de sanctions économiques et diplomatiques fortes à l'encontre de l'Afrique du Sud ségrégationniste.
Ainsi la France et l'Afrique sous l'égide du président Abdou Diouf à la tête de l'OUA, poussent le Royaume-Uni et les États-Unis, restés longtemps silencieux, à leur emboîter le pas. Et face à ces multiples pressions, le gouvernement sud-africain, qui avait déjà infléchi sa politique discriminatoire et répressive avec l'arrivée du Président libéral Frederik de Klerk, procède à la libération de Nelson Mandela le 11 février 1990, date marquant la fin de l'apartheid.
Abdou Diouf donne ainsi à la Francophonie, sa  première impulsion politique lors de ce Sommet. Il obtiendra également de la France un effacement de la dette des pays francophones les moins avancés, et du Canada, une plus grande implication en faveur du développement des pays du Sud.
Sur le plan culturel, Abdou Diouf réconcilie la Francophonie avec ses racines africaines. Les institutions francophones seront désormais chargées de promouvoir la diversité culturelle et linguistique. En clair, la Francophonie devra faire la promotion des langues nationales de tous ses pays membres, au même titre que la langue française.
De plus, TV5 Afrique sera créé à l'issue du sommet de Dakar pour favoriser le rayonnement international des productions africaines ainsi que l'université Senghor d'Alexandrie pour la formation de hauts cadres africains.

### Culture et sport
Il poursuivra l'œuvre du président-poète en accompagnant les acteurs culturels. Ceci permettra l'émergence de grandes vedettes sénégalaises comme la star de la world music Youssou N'Dour, les réalisateurs Ousmane Sembène, Djibril Diop Mambety, le sculpteur Ousmane Sow, etc.
Le sport ne sera pas en reste, et sa professionnalisation sera conduite par son ministre des Sports Ousmane Paye.
Ce dernier noue un partenariat avec la coopération allemande pour la mise à disposition de techniciens qui vont former les entraîneurs locaux de football. Ils seront aussi chargés de détecter de nouveaux talents.

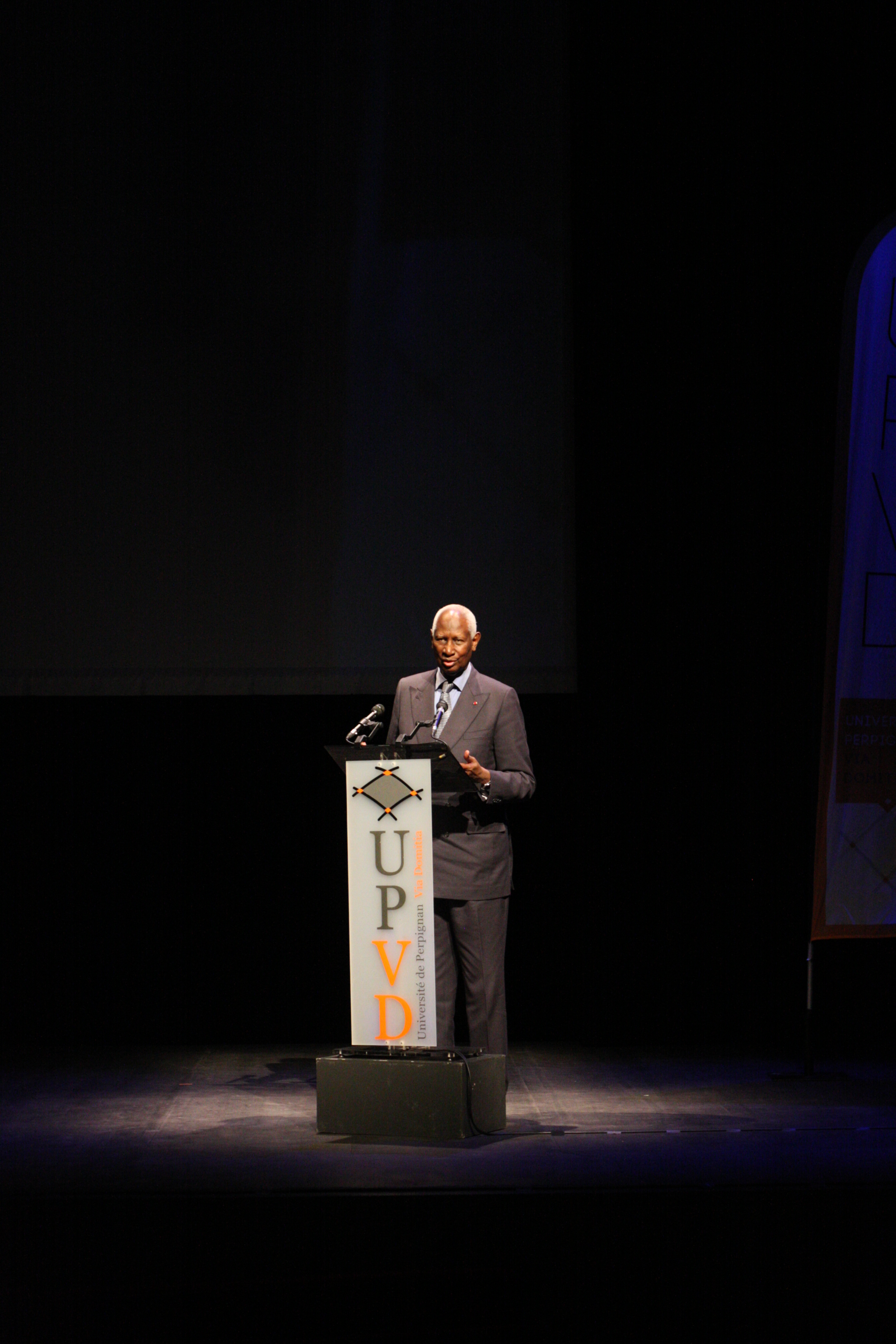
Abdou Diouf en 2015.

Ceci conduira à l'éclosion de la génération qui s'était distinguée lors de la Coupe d'Afrique des Nations de 2002 et du Mondial de la même année.
Le basket suivra le même développement avec plusieurs titres remportés sur le plan continental, aussi bien chez les filles que chez les garçons.
Et la lutte sera organisée en Comité national de gestion pour structurer cette discipline puis le sponsoring pour financer les combats et entretenir les stades empruntés.
Tout en restant dans le sillage de son prédécesseur, Abdou Diouf aura réussi à moderniser l'économie de son pays tout en y instaurant une démocratie durable, et ce, dans un contexte difficile, fait de crises économiques, agricoles avec plus d'une décennie de sécheresse, et politique avec une opposition redoutable.
Élu successivement dès le premier tour en 1983, en 1988 puis en 1993, Abdou Diouf perdra les présidentielles de 2000, au second tour avec 41,51 % des suffrages.
Il reconnaîtra sa défaite et appellera dès le lendemain son adversaire et opposant historique, Abdoulaye Wade pour le féliciter.
Il décide ensuite de se retirer de la vie politique nationale de son pays, s'imposant ainsi une obligation de réserve, comme le fut en son temps, le président Senghor.
Il est également membre du comité d'honneur de la Fondation Chirac, depuis que la fondation a été lancée en 2008 par l'ancien président français Jacques Chirac, afin de promouvoir la paix dans le monde et du conseil consultatif international du Partenariat multilatéral international contre les cybermenaces (IMPACT).

## Secrétaire général de la Francophonie

Logo.

Le 20 octobre 2002, Abdou Diouf est élu secrétaire général de la Francophonie, succédant à l'Égyptien Boutros Boutros-Ghali. Il sera reconduit à l'unanimité, en 2006, et en 2010. Son mandat finit en 2014.
Au cours de ses mandats successifs, il s'évertue à la construction d'une organisation multilatérale de dimension internationale, pour les pays ayant le français en partage.
Il lance les reformes internes par l'adoption de nouveaux textes régissant l'organisation, la mise sur pied d'instances chargées de suivre l'application des décisions des chefs d'État et de gouvernement, et par une meilleure répartition des tâches entre les différents opérateurs.
Il permet aussi à l'Organisation internationale de la Francophonie (OIF) d'avoir un siège digne de ce nom dans le 7e arrondissement de Paris, avec le soutien du président français Nicolas Sarkozy.
Abdou Diouf réussit à hisser les institutions francophones sur la scène internationale par leur implication dans la résolution des crises politiques, et par la remobilisation des réseaux associatifs et des OING francophones.
Aujourd'hui, ces institutions - l'Organisation internationale de la Francophonie (OIF), TV5Monde, l'Assemblée parlementaire de la Francophonie (APF), l'Agence universitaire de la Francophonie (AUF) et l'université Senghor d'Alexandrie - constituent des acteurs incontournables dans les relations internationales.
De plus, l'OIF, qui est l'opérateur de la politique de coopération multilatérale, regroupent aujourd'hui 80 pays, soit un tiers des Nations unies avec plus de 800 millions d'habitants, et ce, grâce à la politique d'ouverture menée par le président Abdou Diouf, permettant notamment l'adhésion des pays amis de la Francophonie, avec un statut d'observateur ou d'État associé.
L'OIF a également des accords de partenariats avec plus d'une vingtaine organisations internationales ou régionales telles que l'ONU, l'Union européenne, l'Union africaine, la CEDEAO, le Commonwealth, etc. Des concertations sont régulièrement organisées entre ces institutions et des programmes communs de développement mis en œuvre.
Abdou Diouf publie le premier tome de ses Mémoires consacrés à sa vie politique nationale au Sénégal en 2014, en attendant un second tome, qui retracera son action à la tête de la Francophonie.

## Vie privée
Abdou Diouf est marié à Elisabeth Diouf et il a quatre enfants.

## Distinctions

### Décorations
- Grand-croix de l’ordre national du Lion (Sénégal).
- Grand-croix de l'ordre national du Mérite (Sénégal).
- Grand-croix de l'ordre national de la Légion d'honneur (France).
- Grand officier de l'ordre national du Québec (Canada).
- Grand cordon de l'ordre national du Léopard (République démocratique du Congo).
- Grand-croix de l'ordre de la Pléiade (OIF).
- Chevalier commandeur de l'ordre de l'Empire britannique (Royaume-Uni).
- Grand-croix de l'ordre de Bonne Espérance (Afrique du Sud).
- Grande étoile de l'ordre du Mérite (Autriche).
- Grand-croix de l'ordre de Sant'Iago de l'Épée (Portugal).
- Grand cordon de l'ordre du Conquérant (Libye).

### Prix et récompenses
- [1998]  : Prix international du roi Fayçal (en).
- [2001]  : Prix de la Francophonie, décerné par l'Académie des sports pour son action en faveur de la Francophonie et du sport.
- [2002]  : Médaille d'honneur de l'Assemblée nationale du Québec[5].
- [2004]  : Parrain de la promotion des élèves traducteurs et interprètes de l'institut de management et de communication interculturels (ISIT).
- [2008]  : Parrain de la formation 2008-2009 des élèves-avocats de l'école de formation du barreau.
- [2013]  : Parrain de la promotion du master 2 Diplomatie et négociations stratégiques de Paris XI.
- [2013]  : Médaille de la présidence de l'Assemblée nationale du Québec[6]
- [2014]  : Citoyen d'honneur de Liège[7]
- [2014]  : Cordon de l'Association Internationale des Soldats (AISP).
- [2014]  : Collier de la Comité international olympique.
- [2015]  : Prix Averroès (également décerné à Felipe Gonzalez Marquez).
- s.d. :
  - Coprésident du Comité d'honneur de PlaNet Finance.
  - Membre du Comité d'honneur de la Fondation Chirac.
  - Membre d'honneur de la Fondation Sergio Vieira de Mello.

### Docteurhonoris causa
- [2006]  : Université de Perpignan[8]
- [2006]  : Université Paris VIII[9]
- [2007]  : Université Jean Monnet de Saint-Étienne.
- [2007]  : Université Michel-de-Montaigne Bordeaux-III[10].
- [2007]  : Université Paul-Valéry Montpellier 3, le 9 novembre.
- [2009]  : Université du Québec en Outaouais, le 24 mars
- [2009]  : Université de Reims Champagne-Ardenne, le 6 mai.
- [2009]  : Université de Picardie, le 14 octobre.
- [2010]  : Université de Lausanne, le 4 juin.
- [2011]  : Université de Liège[11].
- [2012]  : Institut supérieur de management de Dakar, le 13 janvier à Paris.

## Publications
- Patchwork, des fragments de vie, Paris, Publibook, 2010.
- Passion francophone: Discours et entretiens (2003-2014), Paris, Bruylant, 2014.
- Mémoires, Paris, Le Seuil, 2014.

### Discographie
- Abdou Diouf : entretiens avec Philippe Sainteny, Frémeaux & associés, Vincennes, 2005 (3 CD + 1 brochure)

### Filmographie
- « Abdou Diouf, un destin francophone », un film de Jérôme Sesquin et Hervé Bourges, 2010
- « Abdou Diouf, Premier ministre du Sénégal » (en ligne, un extrait d'interview de 1 min 31 s d'Abdou Diouf, issue des Archives de l'INA et diffusée à l'origine par l'ORTF le 26 janvier 1971, dans le cadre de l'émission Vingt-quatre heures sur la Deux)
- Abdou Diouf : Docteur honoris causa, Université Paris 8, Saint-Denis, 2006, 88 min (DVD) (Cérémonie de remise du diplôme de Docteur honoris causa à Abdou Diouf, le 8 novembre 2006 à l'Université Paris 8 Vincennes à Saint-Denis